# أنقليس ثعباني عرفي الذيل
أنقليس ثعباني عرفي الذيل (الاسم العلمي: Ophichthus urolophus) هو نوع من الأنقليس، يتبع فصيلة الأنقليس الثعباني.